# Doreen Mirembe
Doreen Mirembe (sinh ngày 4 tháng 10 năm 1987), là một nữ diễn viên, nhà làm phim, nhà sản xuất người Uganda, người sáng lập Amani (một công ty điện ảnh) và trợ lý nha khoa tại Pan Dental Phẫu thuật. Cô đã diễn xuất trong nhiều bộ phim và phim truyền hình cũng như sản xuất những bộ phim của riêng mình.

## Tiểu sử
Ngoài một số bộ phim và quảng cáo trên truyền hình, Mirembe đã xuất hiện trong các bộ phim truyền hình như Deception NTV trong vai Tiến sĩ Stephanie và Beneath The Lies của Nana Kagga trong vai Miriam. Cô thành lập Amani House, công ty điện ảnh của riêng mình. Bộ phim đầu tiên của cô, A Dog Story là một bộ phim thử nghiệm thực sự đã giành được rất nhiều đề cử cho Phim ngắn hay nhất cũng như giành được hai giải thưởng cho Nam diễn viên xuất sắc nhất và Nữ diễn viên xuất sắc nhất trong một phim ngắn tại Liên hoan phim quốc tế Pearl năm 2006. Cô cũng đã sản xuất bộ phim thứ hai của mình mang tên Nectar.
Mirembe là một trợ lý nha khoa tại chức tích cực tại Nha Phẫu thuật Pan, Kampala.